# A avea sau a nu avea (film)
A avea sau a nu avea (în engleză To Have and Have Not) este un film de dragoste de război regizat de Howard Hawks după un scenariu de Jules Furthman și William Faulkner vag bazat pe romanul A avea și a nu avea din 1937 de Ernest Hemingway. În rolurile principale au interpretat actorii Humphrey Bogart, Walter Brennan și Lauren Bacall; în alte roluri au jucat Dolores Moran, Hoagy Carmichael, Sheldon Leonard, Dan Seymour și Marcel Dalio.
A avut premiera la 11 octombrie 1944, fiind distribuit de Warner Bros. Coloana sonoră a fost compusă de Franz Waxman și William Lava. Cheltuielile de producție s-au ridicat la 1,68 milioane de dolari americani și a avut încasări de 5,26 milioane de dolari americani.

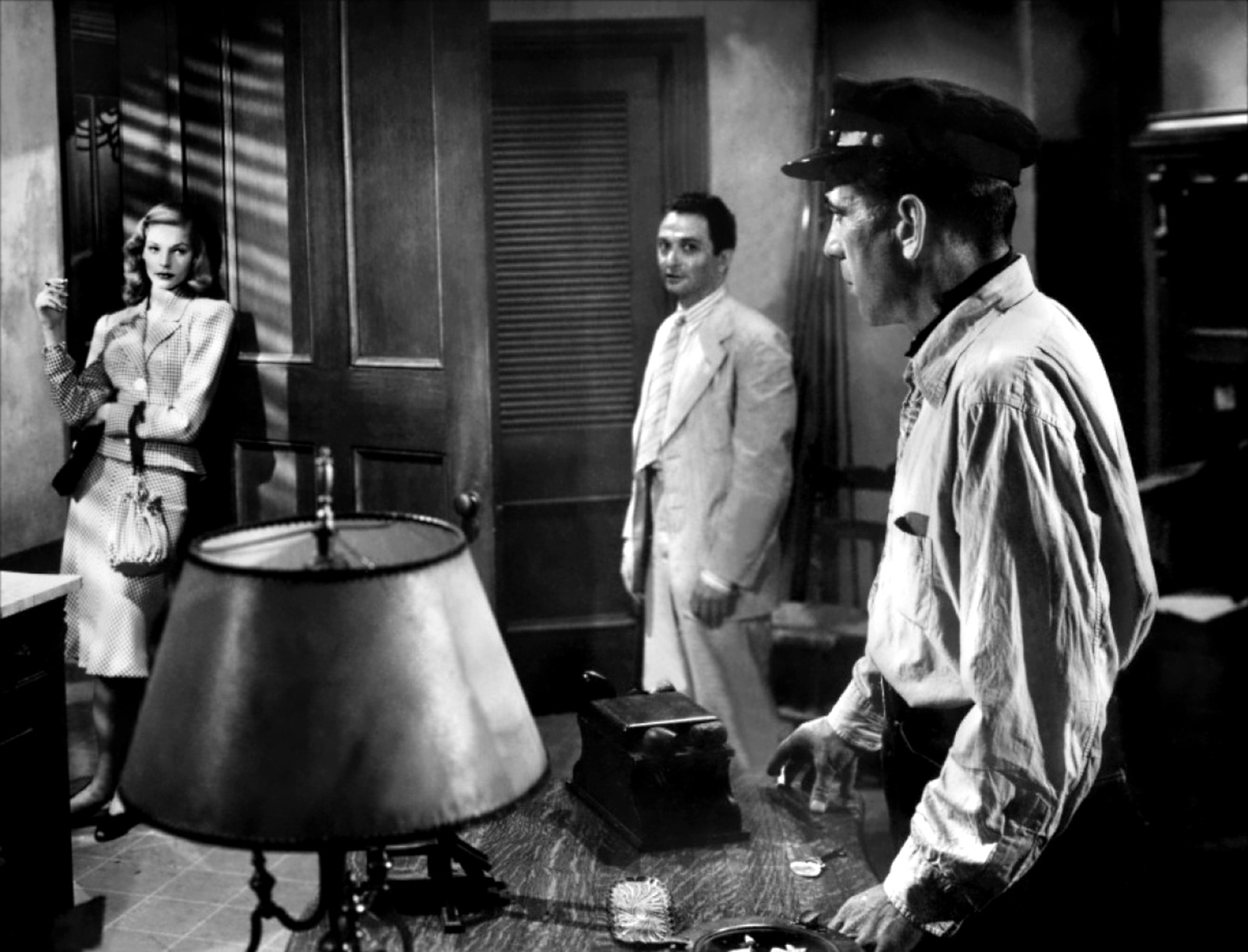
Bacall, Dalio și Bogart într-o scenă din film

## Rezumat
Intriga, centrată pe relația romantică dintre un pescar din Martinica și o frumoasă femeie pilot din America, este complicată de  Rezistența franceză din teritoriul francez condus de regimul de la Vichy.

## Distribuție
Au interpretat actorii:
- Humphrey Bogart - Harry "Steve" Morgan.
- Walter Brennan - Eddie.
- Lauren Bacall - Marie "Slim" Browning.
- Dolores Moran - Mme Hélène de Bursac
- Hoagy Carmichael - Cricket; pianistul - un prieten al protagonistului
- Sheldon Leonard - Lieutenant Coyo.
- Walter Surovy - Paul de Bursac.
- Marcel Dalio - Gérard (Frenchy)
- Walter Sande - Johnson, clientul inept al lui Harry.
- Dan Seymour - Capitaine Renard
- Aldo Nadi - Renard's bodyguard
- Paul Marion - Beauclère
- Eugene Borden - Quartermaster
- Patricia Shay - Mrs. Beauclère
- Emmett Smith - Bartender
- Pat West - Bartender

## Producție și primire
Bogart a cunoscut-o pe Lauren Bacall (1924–2014) în timp ce filma A avea sau a nu avea (To Have and Have Not, 1944), o adaptare vagă a unui roman omonim al lui Ernest Hemingway. Filmul avea multe în comun cu Casablanca - aceiași dușmani, același tip de erou și chiar pianistul - un prieten al protagonistului (interpretat de Hoagy Carmichael). Când s-au întâlnit, Bacall avea nouăsprezece ani, iar Bogart avea patruzeci și cinci. El a numit-o „Baby”. Bacall era fotomodel de la vârsta de șaisprezece ani și a apărut în două piese de teatru nereușite. Bogart a fost atras de pomeții lui Bacall, ochii verzi, părul blond închis, de silueta sa subțire, echilibrul, maturitatea și sinceritatea sa.
Legătura lor emoțională a fost foarte puternică de la început, iar diferența de vârstă și experiența în actorie a creat o relație suplimentară mentor-elev. În contrast cu regula de la Hollywood, a fost prima relație a lui Bogart cu actrița principală dintr-un film în care a jucat. Bogart era încă căsătorit cu Mayo Methot, iar primele sale întâlniri cu Bacall au fost scurte și prudente, iar în timpul separării lor și-au scris scrisori de dragoste pasionate..
Regizorul Howard Hawks nu a aprobat această relație. Hawks s-a considerat pe sine ca profesor și protector al acesteia, iar Bogart a uzurpat acel rol. Hawks a fost, de asemenea, atras de Bacall (de obicei, se ferea de actrițele sale și era și căsătorit). Hawks i-a spus că ea nu înseamnă nimic pentru Bogart și chiar a speriat-o că o trimite la Monogram Pictures - cel mai slab studio din Hollywood. Bogart a calmat-o. Jack Warner a rezolvat disputa și a cerut continuarea filmărilor. Din gelozie, Hawks a spus despre Bacall: „Bogie s-a îndrăgostit de personajul pe care ea l-a interpretat, așa că a trebuit să-l joace tot restul vieții ei”.
Cheltuielile de producție s-au ridicat la 1,68 milioane de dolari americani și a avut încasări de 3,65 milioane de dolari americani (în SUA) sau 5,26 milioane de dolari americani (în toată lumea).